# Pavement Records
Pavement Records ist ein im Jahr 1989 gegründetes Musiklabel aus dem Raum Köln. Geschäftsführung und Vertrieb befinden sich in Bergisch Gladbach. Das Label besitzt zwei eigene Aufnahmestudios und ist spezialisiert auf Kölner Mundartbands. Nahezu alle bundesweit bekannten Kölner Mundart- und Karnevalsbands sind bei Pavement Records unter Vertrag.

## Künstler (Auswahl)
- Beer Bitches
- Bläck Fööss
- Brings
- Cat Ballou
- Cöllner
- Kasalla
- Kempes Feinest
- Marita Köllner
- Gerd Köster & Frank Hocker
- Paveier (Stammpartner)
- Räuber
- Bernd Stelter
- Wise Guys